# 豐收節 (蓋爾人)
豐收節（Lughnasadh，或譯盧格納薩德），是蓋爾人節日，並且也是愛爾蘭的正式假日。歷史上這一節日廣泛流行在愛爾蘭、蘇格蘭、曼島。傳統上豐收節的日期是8月1日。豐收節是蓋爾人的四大傳統節日之一（另外三個是夏末節、聖布里吉德節、貝爾丹火焰節）。